# Elbebrücke Mühlberg
Die Elbebrücke Mühlberg ist eine 690 m lange Straßenbrücke, die bei Mühlberg die Elbe und das Elbevorland überspannt. Das Bauwerk verbindet Mühlberg über die Landesstraße 66 in Brandenburg mit der Bundesstraße 182 in Sachsen. Es überbrückt die Landesgrenze.
Die im Grundriss gekrümmte Brücke ist für zwei Fahrstreifen sowie einen Geh- und Radweg ausgelegt. Das Bauwerk ist mit beidseitigen vier Meter hohen Wänden ausgestattet, die eine Kollision zwischen den Kraftfahrzeugen und Vögeln sowie Fledermäusen verhindern sollen.

## Geschichte

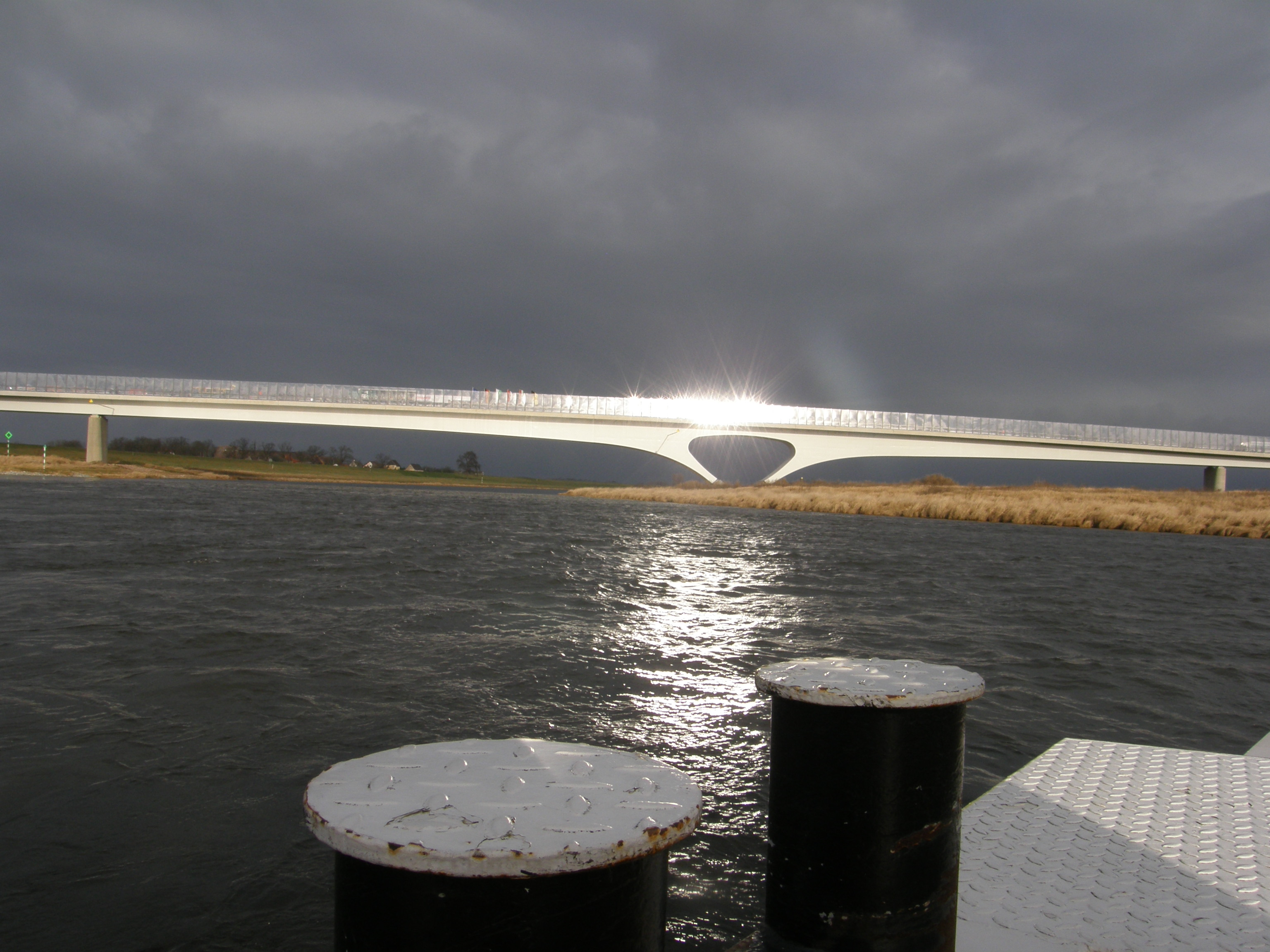
Elbebrücke am 22. Dezember 2008

Seit vielen Jahrhunderten verband eine Fähre zwischen Mühlberg und dem westlichen Elbufer beide Flussseiten. Erste Bestrebungen, eine Brücke als Ersatz für die Gierseilfähre im 45 km langen Flussabschnitt zwischen Torgau und Riesa zu errichten, gab es in den 1920er Jahren. Dazu wurde in Mühlberg ein Brückenbauverein gegründet, der
von 1928 bis 1935 existierte. 1929 entstand ein Brückenentwurf, der ein 550 m langes Bauwerk mit einer 100 m weiten Hauptöffnung vorsah.
Zur Realisierung eines festen Flussübergangs kam es erst rund 80 Jahre später, nachdem eine Verwaltungsvereinbarung zwischen den Bundesländern Brandenburg und Sachsen zu Planung, Bau und Erhaltung der Elbebrücke Mühlberg am 20. Januar 2004 unterschrieben worden war. Die Planfeststellungsbeschlüsse folgten am 15. August 2005 in Brandenburg und am 14. August 2005 in Sachsen.
Die Bauarbeiten begannen im März 2006, die Übergabe an den Verkehr folgte am 22. Dezember 2008. Als Baukosten der Brücke wurden bei Baubeginn vom Land Brandenburg 14 Millionen Euro genannt.
Die Elbebrücke Mühlberg wurde 2010 mit dem undotierten Deutschen Brückenbaupreis in der Kategorie Straßen- und Eisenbahnbrücken ausgezeichnet. Gewürdigt wurde insbesondere die Kombination aus innovativer Konstruktionsidee und schlichter Eleganz, die auch ökologische Vorgaben optimal erfüllt.

## Konstruktion

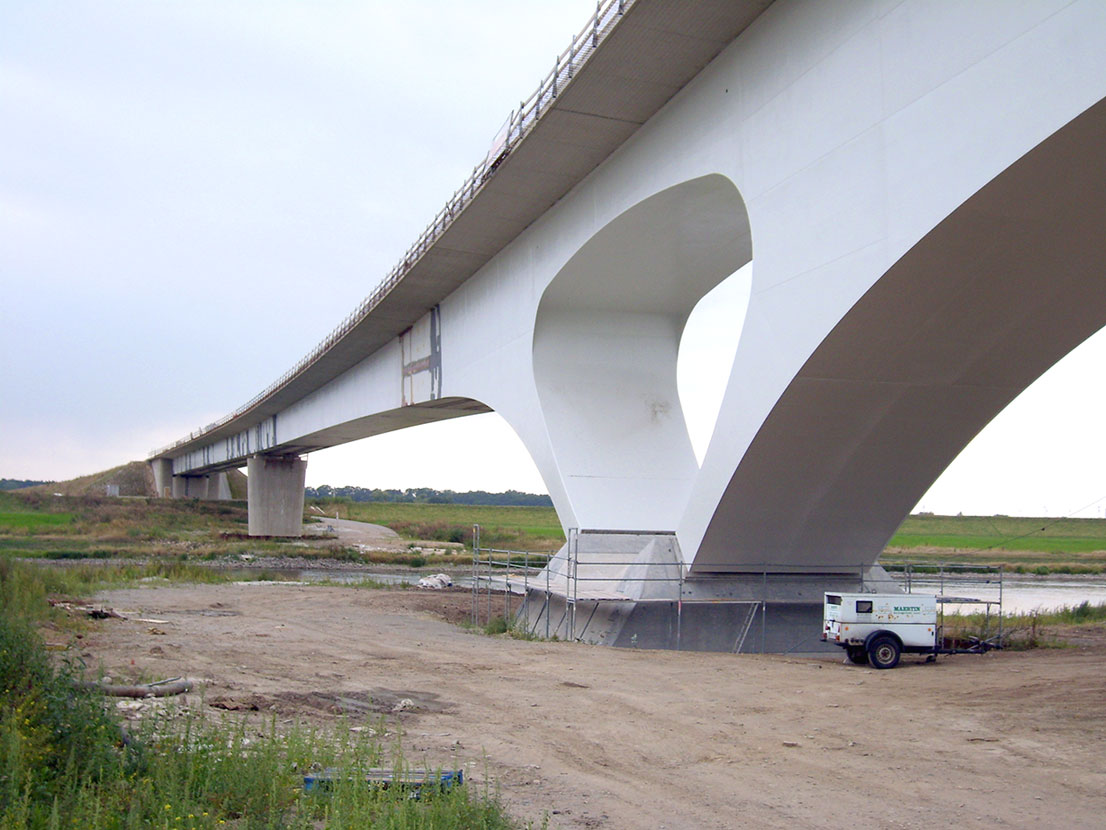
Hauptöffnung über der Elbe mit Betongelenk

Die 690,5 m lange Brückenkonstruktion besitzt 12 Felder. Das Bauwerk besteht im Flussbereich aus einem 420,5 m langen Abschnitt mit einem Stahlverbundüberbau und vier Öffnungen. Im östlichen Vorland ist ein 270 m langes Segment mit einem Spannbetonüberbau und acht Feldern vorhanden. Die beiden Überbauten sind monolithisch biegesteif miteinander verbunden. In Längsrichtung ist der Durchlaufträger das Bauwerkssystem.
Der Stahlverbundüberbau hat einen trapezförmigen einzelligen Hohlkastenquerschnitt. Die Stützweiten betragen im westlichen Randfeld 84,5 m, im Hauptfeld über der Schifffahrtsrinne sind 144,0 m vorhanden und in den folgenden Feldern 120,0 m sowie 62,0 m. Die anschließende Spannbetonbrücke besitzt einen Plattenbalkenquerschnitt und schließt mit einer Stützweite von 42,0 m an. Die folgenden sechs Felder spannen 35,0 m weit, das östliche Endfeld hat eine Stützweite von 28,0 m.
Markantes Konstruktionselement der einhüftigen Brücke ist der Pfeiler am rechten Flussufer. Dieser ist in Längsrichtung Festpunkt des Bauwerks und besteht aus zwei V-förmig angeordneten Stahlverbundstielen, die mit dem Stahlverbundhohlkasten des Überbaus monolithisch verbunden sind und die Form eines „Auges“ bilden.
Die Stiele des Pfeilers sind unten auf Betongelenken gelagert. Diese werden mit hochfestem, selbstverdichtendem Beton der Festigkeitsklasse C55/67 ausgeführt. Da die Konstruktionsform mit hochfestem, selbstverdichtendem Beton in Deutschland erstmals zur Anwendung kommt, wurden bezüglich Ausführbarkeit der Betongelenke umfangreiche Untersuchungen einschließlich eines 1:1-Versuchskörpers durchgeführt.

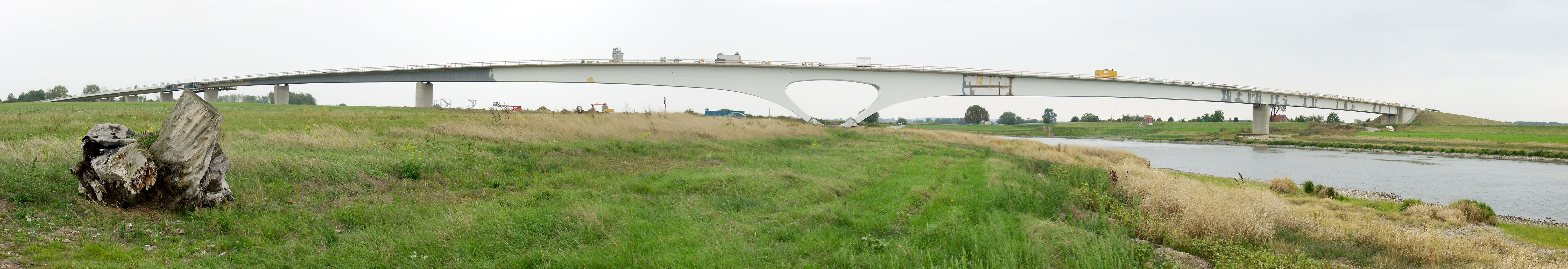
Blick von der rechten Elbseite

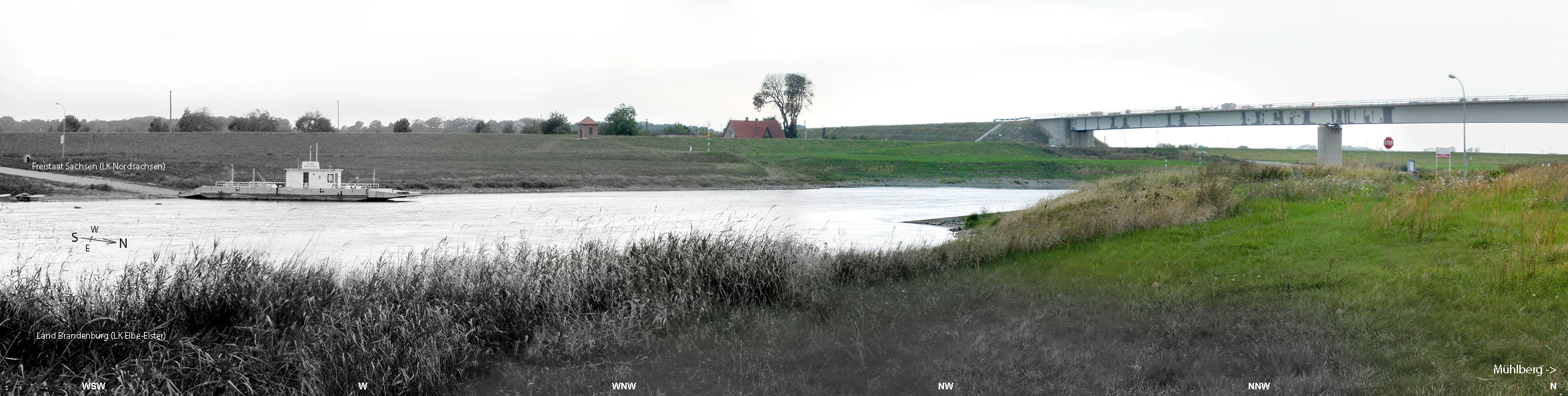
Elbebrücke und Fähre – Panorama (August 2008)

## Projektdaten
- Beton:                                        15.325  m³
- Betonstahl:                                    1.490  t
- Spannstahl:                                      130  t
- Konstruktionsstahl:                            2.065  t